# Маріо Нашимбене
Маріо Нашимбене (італ. Mario Nascimbene, 28 листопада 1913 — 6 січня 2002) — італійський композитор, автори музики до фільмів. Його кар'єра тривала 60 років, протягом якої він отримав кілька нагород[яких?] за свій інноваційний творчий стиль. Склав саундтреки до більш ніж 150 фільмів[яких?].